# スペースインベーダーズ 復活の日
『スペースインベーダーズ 復活の日』（すぺーすいんべーだーず ふっかつのひ）は、1990年3月3日にタイトーから発売されたPCエンジン用固定画面シューティングゲームである。
同社のアーケードゲーム『スペースインベーダー』（1978年）のリメイク作品であり、音楽は岩垂徳行が担当している。
自機「砲台」を操作し、画面内の敵を全滅させるという内容はオリジナル版と同一だが、オリジナル版の本家、サブウェポンなどの追加要素を加えた分家をタイトル画面から選択し遊ぶことが可能となっている。
2008年にWii用ソフトとしてバーチャルコンソールにて配信された。
PCエンジン版はゲーム誌『ファミコン通信』の「クロスレビュー」にてシルバー殿堂入りを獲得した。

## ゲーム内容

### 本家
1978年度版を再現。インベーダーの名称は、本作のみに登場する。また名古屋撃ちも取扱説明書にて紹介されている。
ビーム砲（プレイヤー機）
ビームを発射してインベーターやUFOを爆破する。インベーダーの攻撃を左右にかわすことが可能。
シェルター
インベーダーの攻撃を防ぐ。敵のビームやミサイルが当たったり、インベーダーが通過すると崩れてしまう。
ゴーシン（前1～2列）
10点インベーダー。機動力に富み、おとり作戦を仕掛ける。レインボーも可能。
ゴービン（前3～4列）
20点インベーダー。移動速度が速く高性能。
ゴーエン（最後尾1列）
30点インベーダー。全体的に小さく、わずか8メートル。
UFOゴーセン
UFOの中では旧型。輸送船らしい。

### 分家
1ステージ3～4分隊に分けてインベーダーが出現する。また、オリジナルのインベーダーに加えて分家のみに登場するインベーダーもあり、これらは隊列が多くなっている。このため、本家版よりも1ステージの攻略にかかる時間が長くなる。また分家のインベーダーは直線的だけでなく斜め左右にも弾を撃って攻撃してくる。各ステージにはタイトルがつけられ、最終面のインベーダー本拠地に到達するまでに分岐するステージも存在する。加えてステージによっては暗闇の中で自機から照射されるライトだけを頼りに敵を撃破しなくてはならなかったり、インベーダー達がスタックしたあと隊列が崩れて迫ってくる等のステージも存在する。インベーダー・UFOとも左右に攻撃弾を当てるより、中心に命中させたほうが高得点。
本家版では存在していた敵弾から防ぐシェルターが分家版では取り入れていない代わりにシールドという概念が追加されたため自機が被弾しても即ミスとならず、ミスしても残機数=コンテニュー数が残っている分だけ再出撃することができ、残機数：2とシールド：1がステージクリア後に追加される。エンディングでは攻略した各ステージごとに未帰還機(コンテニュー回数)の結果が表示される。
UFOの中心に攻撃が命中するとアイテムが落ちてくるが、攻撃アイテムの最大値は200で1回の使用エネルギーは各アイテムにより異なる。また持っているアイテムでUFOを撃墜した場合は使用中のものと同じアイテムが出現し、エネルギーは最大値まで回復する。ただし実際にはバスターレーザー1、2しか効果がない。通常弾でUFOを撃墜して手持ちのアイテムとは別のものが出て入手した場合、それまで持っていたアイテムの効力は失われる。アイテムは次のラウンドへの持ち越しはできない（ただし、シールド数は次のラウンドにも繰り越され、最大9までストックされる）。

#### プレイヤー機
戦闘機と戦車の2種類のタイプが存在し、基本的に性能は変わらないが戦闘機タイプは戦車タイプよりプレイヤー機の弾がすり抜けやすい。
AIF-73CA（プレイヤー機1）
愛称：SHREW（じゃじゃ馬）
宇宙戦では、この戦闘機タイプを使用。機体にさまざまな特殊兵器を装備可能。その優れた機動力のため、1機で作戦行動を実施することが多い。本来は宇宙空間用に開発されたが、オプション装着により大気圏内の行動も可能。
AIT-50（プレイヤー機2）
愛称：UNCLE-HOM（くわおじさん）
地球防衛軍が誇る特殊戦車。地球上において、ものすごい威力を発揮する。AIF-73CA同様、あらゆる特殊兵器を装備することができる。オプションを装着して水上をも移動できる。

#### アイテム
UFOの中心に攻撃が命中した時に出現する。通常弾・アイテムのいずれでもUFOの左右に攻撃弾が当たった場合は出現しない。
バスターレーザー1（BL.1）
AIT-50のみが使用可能で真上に長距離レーザーを発射。インベーダーを縦1列ごと破壊することが可能で、小出しにすることによりステージの全分隊を壊滅させことも可能。
バスターレーザー2（BL.2）
AIF-73CAのみが使用可能で、押した方向キーとは反対方向に長距離レーザーを発射。方向キーニュートラルの場合のみバスターレーザー1と同じ真上に発射される。
スーパー・イナズマ・アタック（S・I・A）
AIF-73CAのみが使用可能で、AIF-73CA自身が画面上部まで波状に体当たりし敵弾と敵を破壊する。エネルギーが満タンの状態で最大5回の使用が可能。
ホーミングビーム（H-BEAM）
ロックオンした敵に対し火球が命中する。エネルギーが満タンの状態で最大20発の使用が可能。
ファイヤーフラワーレーザー（FFL）
垂直に発射し、最上段を越したところでレーザーが放射状に拡散して降って来る。自機への当たり判定はないが、レーザーの隙間が大きく撃ち漏らしも多い。使用回数は1つにつき1回きり。
リカバーシールド（RECOVER-S）
現在のシールド残数に2プラスされる。シールド数は次のラウンドにも繰り越されるが、最大で9までしか増えない。
ハイパーレーザー（H-L）
1体のインベーダーに命中すると左右に誘爆して横一列全てを撃破する。エネルギーが満タンの状態で最大2発の使用が可能。
ハイパーシールド（H-SHILD）
30秒間シールドが出現し、その間は無敵となる。
タイムストップ（T・STOP）
インベーダーと敵弾の動きを10秒間停止させる。敵の当たり判定が消えているわけではないため、停止している敵弾などに当たれば被弾となる。

## 移植版
| No. | タイトル                        | 発売日        | 対応機種 | 開発元   | 発売元   | メディア                              | 型式 | 備考 |
| --- | ------------------------------- | ------------- | -------- | -------- | -------- | ------------------------------------- | ---- | ---- |
| 1   | スペースインベーダーズ 復活の日 | 2008年12月2日 | Wii      | タイトー | タイトー | ダウンロード （バーチャルコンソール） | -    |      |

## 評価
ゲーム誌『ファミコン通信』の「クロスレビュー」では合計30点（満40点）でシルバー殿堂入りを獲得、『月刊PCエンジン』では85・85・85・85・70の平均82点（満100点）、『PC Engine FAN』の読者投票による「ゲーム通信簿」での評価は以下の通りとなっており、20.98点（満30点）となっている。また、この得点はPCエンジン全ソフトの中で264位（485本中、1993年時点）となっている。
| 項目 | キャラクタ | 音楽 | 操作性 | 熱中度 | お買得度 | オリジナリティ | 総合  |
| 得点 | 3.44       | 3.15 | 3.68   | 3.71   | 3.54     | 3.45           | 20.98 |